# Marcel Barrère
Pour les articles homonymes, voir Barrère.
Marcel Louis-Jean Adolphe Barrère, né à Saint-Lys, Haute-Garonne, le 19 août 1920 et mort à Saint-Tropez, Var, le 24 août 1996 est un physicien ayant travaillé dans le domaine de la combustion et de la propulsion des fusées.

## Biographie
Après des études à l'Université de Toulouse de 1942 à 1945, Marcel Barrère entre à l'ONERA en 1946, où il effectuera toute sa carrière. Il obtient un diplôme de docteur-ingénieur à l'Institut supérieur de mécanique de Paris en 1951,,.
D'abord chercheur à l'ONERA de 1944 à 1954, puis chef de groupe de 1954 à 1958, chef de la division propulsion chimique de 1958 à 1970, coordinateur pour les systèmes de propulsion de 1970 à 1972, directeur de l'énergétique de 1972 à 1979, puis directeur de la recherche de l'établissement de 1979 à 1985.
En parallèle il est professeur à l'École nationale supérieure de l'Aéronautique (1958-1970), à l'Université Libre de Bruxelles (1966-1985), enseignant à l'École nationale supérieure des mines de Paris (1965-1974), à l'Institut national polytechnique de Toulouse (1970-1974), maître de conférences à l'École polytechnique (1970-1984).
Ses principaux travaux sont consacrés à la propulsion par fusées : combustion, étude des propulseurs à propergol liquide ou solide. À la fin de sa carrière il s'est intéressé aux énergies renouvelables. Il est l'auteur de plus d'une centaine de publications.

## Ouvrages
- Marcel Barrère, La propulsion par fusées, Dunod, 1957 (lire en ligne)
- (en) Marcel Barrère, André Jaumotte, Baudouin Fraeijs De Veubeke et Jean Vandenkerckhove, Rocket Propulsion, Elsevier, 1960 (lire en ligne)
- Jean Surugue et Marcel Barrère, Combustion, Librairie Polytechnique Béranger, 1963
- (en) Forman A. Williams, Marcel Barrère et N. C. Huang, Fundamental aspects of solid propellant rockets, Advisory Group for Aerospace Research and Development of N.A.T.O. par Technivision Services, 1969
- Marcel Barrère et Roger Prud'homme, Aérothermochimie des écoulements homogènes, Gauthier-Villars, 1970
- Marcel Barrère et Roger Prud'homme, Equations fondamentales de l'Aérothermochimie, Masson, 1973

## Distinctions
- Membre correspondant de l'Académie des Sciences (1978)[2].
- Membre étranger de la National Academy of Engineering.
- Médaille de l'Université Libre de Bruxelles.
- Prix Plumey de l'Académie des Sciences (1960).
- Prix Paul Doistau-Émile Blutet de l'Académie des Sciences (1975).
- Médaille de l'Aéronautique.
- Chevalier de la Légion d'Honneur.
- Officier dans l'Ordre national du Mérite.
- Officier dans l'Ordre des Palmes académiques.
- Haut conseiller honoraire à l'ONERA à sa retraite en 1985.